# Алиев, Бакирдин
Бакирдин Алиев (10 октября 1933, Кожомкул (ныне Суусамырского аильного округа Жайылского района Чуйской области Кыргызстана) — 7 апреля 2014, Бишкек) — киргизский и советский актёр театра, кино и телевидения. Народный артист Киргизской ССР (1979).

## Биография
До 1955 года обучался в Ташкентском театральном институте им. Н. Островского по специальности «актёр театра и кино».
В том же году дебютировал на сцене Джалал-Абадского областного драматического театра (1955—1963). Позже перешёл в Нарынский музыкально-драматический театр, где проработал до 1994 года.
Снимался в кино.

## Избранные театральные роли
- Токтогул («Тысяча снов» Б. Джакиев),
- Тейтбек (К. Жантошев, «Курманбек»),
- Хлестаков («Ревизор» Н. Гоголь),
- Яго («Отелло» Шекспир),
- Форд («Виндзорские насмешницы» Шекспир),
- Акылбек («Отчая судьба» Б. Джакиев),
- Плетнёв («Солдатская вдова» Н. Анкилова"),
- Хан («Карагайлуу булак» Б. Усенкулов) и др.

## Избранная фильмография
- 2005 — Взять Тарантину (ТВ сериал) — дедушка Номто
- 2004 — Эх, жизнь!
- 1995 — Буранный полустанок
- 1990 — Плач перелётной птицы — Эмчи Муса
- 1989 — Долина предков — Джунус
- 1982 — Тринадцатый внук
- 1979 — Ранние журавли — Бейшенкул, аксакал
- 1977 — Поле Айсулу — Икрам-аке
- 1974 — Эхо любви — Асылбай
- 1972 — У старой мельницы — Актаз
- 1971 — Поклонись огню — Барпы
- 1971 — Алые маки Иссык-Куля — контрабандист
- 1968 — Джамиля — эпизод
- 1968 — Выстрел на перевале Караш — щуплый

Награждён медалями.